# Лев (Жилле)
Архимандрит Лев (в миру Луи́ Жилле́, фр. Louis Gillet; 8 августа 1892, Сен-Марселлен, Изер — 29 марта 1980, Лондон) — архимандрит Архиепископии западноевропейских приходов русской традиции Константинопольского патриархата, церковный писатель.

## Биография
Получил высшее образование в университетах Гренобля и Женевы.
Утратив в студенческие годы веру, он вновь обрел её во время Первой мировой войны, после знакомства в немецком плену с русскими православными людьми. Большое влияние оказали на него труды Фёдора Достоевского.
Поступил в бенедиктинский монастырь в Фарнборо. В 1924 года перешёл в монастырь восточного обряда в Галиции Львовской епархии, где принял монашеское имя Лев. Был личным секретарём митрополита Галицкого Андрея Шептицкого.
В 1927 году возвратился в Ниццу, где служил в русской церкви восточного обряда.
В начале 1928 году в Париже перешёл в православие в сущем сане. Характерно, что при принятии в православии от него не требовали отречение от католичества.
В 1928—1938 году служил в православной церкви святой Женевьевы в Париже, посещал Константинополь, Дамаск, Иерусалим, служил на Ближнем Востоке, в Греции и в Ливане.
Преподавал французский язык в Свято-Сергиевском богословском институте в Париже.
Один из основателей франкоязычного православного прихода в Париже. Некоторое время служил в церкви Покрова Пресвятой Богородицы на ул. Лурмель, 77 в Париже, основанной монахиней Марией (Скобцовой).
Работал с русскими заключёнными в тюрьмах (в частности, в 1932 году напутствовал перед казнью Павла Горгулова, убийцу президента республики Поля Думера), а также вёл в кружке по изучению Священного Писания на Монпарнасе в Париже.
Переехал в Лондон, где окормлял Содружество святого Албания и преподобного Сергия. Писал также под псевдонимом «Монах Восточной Церкви».
Скончался 29 марта 1980 года в Лондоне.

## Публикации
- Социальное христианство // Вестник РСХД. 1928 — № 11. — С. 14-18
- Искушение в пустыне // Вестник РХСД. 1929. — № 4. — С. 2-8
- Садку Сундар Синг // Вестник РХСД. 1929. — № 7. — С. 14-16
- Христос — моя жизнь // Вестник РХСД. 1929. — № 12. — С. 3-5
- В поисках первоначального евангельского предания // Путь. 1932 — № 36. — C. 81-88
- Христианское движение против войны // Новый град. 1932 — № 3. — C. 72-75
- Религия и социальный вопрос в современной Франции // «Новый Град». 1932. — № 4. — C. 77-83
- Мессианская вера // Новый град. 1938. — № 13. — C. 140—145
- Письма немецких пасторов из тюрьмы // «Новый Град». 1939. — № 14. — C. 112—114
- Страдающий Бог // Православное дело. 1939. — № 1. — C. 9-20
  - Страдающий Бог // Вестник РХД. 2017. — № 207 — С. 38-48
- Metropolitan Evloggi // Sobornost. 1946. — № 34.
- L’icône de la Trinité de Roublev // Irénikon, № 4, 1947.
- О Призывании Имени Иисуса Христа // Вестник РХСД. 1952. — № 22 (III. Mai — juin) — С. 8-14; 1952. № 23 (IV. Juillet — aout). — С. 3-9; № 6
  - О призывании имени Иисуса // Страницы: богословие, культура, образование. 2001. — т.6 — № 4 — С. 508—521
- Диаконы православного Востока // Theology. — Индианаполис, издание Северозападного Христианского университета, 1955. — № 8. — С. 81-98.
- Les laics dans l’histoire de l’Eglise // Contacts. Revue Française de l’Orthodoxie. 1959. — № 27. — Pp. 158—163
- Homélie sur Isaïe // Contacts, 1969.
- The Vision // Syndesmos News. 1972. — № 8 Dec.
- Две проповеди // Альфа и Омега. 1995 — № 4 (7) — С. 22-29
- Что такое вера? // Альфа и Омега. 1996. — № 1 (8). — С. 78-84
- Миряне в истории Церкви // Альфа и Омега. 1998 — № 1 (15) — С. 118—121
- Святой Албаний и цена ученичества // Соборность: сборник избранных статей из журнала Sobornost. Содружество святого Албания и преподобного Сергия. — М.: ББИ св. ап. Андрея, 1998. — 256 с. — С. 63-66
- Памяти митрополита Евлогия (Проповедь, произнесенная в русской церкви в Лондоне 18 сентября 1946 года) // Вестник РХД. 2007. № 1 (192) — С. 242—246
- Из книги «Безграничная любовь» // Вестник РХД. 2017. — С. 49-54

- Introduction à la foi orthodoxe: Commentaire du Symbole de Nicée-Constantinople, Bulletin de la Communauté orthodoxe française, Paris: Saint-Cloud 1930.
- Иисус Назарянин по данным истории. — Париж: YMCA-Press, 1934. — 165 c.
- Communion in the Messiah: Studies in the relationship between Judaism and Christianism. — London, 1942.
- Orthodox Spirituality: An Outline of the Orthodox Ascetical and Mystical Tradition. — [London]; New York: Soc. for Promoting Christian Knowledge; Macmillan, 1945. 103 p. (под псевдонимом «Монах Восточной Церкви»)
  - Communion in the Messiah: Studies in the relationship between Judaism and Christianism. — St. Vladimir Seminary Press
  - Introductions a la spiritualite orthodoxe. — Paris: Desclee de Brouwer, 1983 (Французский перевод)
  - Православная духовность: Очерк православной аскетической и мистической традиции. -[Киев]: Кайрос, 1998. 106 с. (Русский перевод)
- An Outline of the History of Modern Jewish Religious Thought. — London, 1946.
- La prière de Jésus: Sa genèse, son développement dans la tradition byzantine, Chevetogne: Seuil 1951.
- Dans la Cathédrale, in Allusions a Kafka, Le Caire: La Part du sable 1954.
- Dieu set Lumière, in Vues sur Kierkegaard, Le Caire: La Part du sable 1954.
- A Day with our Lord: A Meditation for Daily Life, drawn from the Scriptures. — London; New York: Mowbray; Morehouse-Gorham, 1958. 28 p.
- On the Invocation of the Name of Jesus. — London: The Fellowship of St. Alban and St. Sergius, 1958. 32 p. (под псевдонимом «Монах Восточной Церкви»)
  - 2-е издание (репринт) — Oxford: S. L. G. Press. The Convent of the Incarnation, 1970.
- Jésus: Simples regards sur le Sauveur. — Chevetogne: Seuil 1959. (под псевдонимом «Монах Восточной Церкви»).
- Presence du Christe. — Chevetogne, 1960.
- Notre Père: Introduction à la foi et à la vie chrétienne, Beyrouth: An-Nour 1962.
  - 2-е издание — Paris: Cerf, 1988. 80 p.
- Sois mon pretre. — Beyrouth: An-Nour, 1963.
- Jerusalem: Symbole des convergences spirituelles. — Beyrouth: Cenacle libanais, 1964.
- Jesus: A Dialogue with the Savior, transl. by a Monk of the Western Church, Glen Rock, New Jersey: Paulist Press 1965.
- Le visage de Lumière: Reflets d’Evangile — Chevetogne: Editions de Chevetogne 1966. 229 p. (под псевдонимом «Монах Восточной Церкви»).
- The Shepherd. — London: Fellowship of St. Alban and St. Sergius, 1968. — 38 p.
- Amour sans limites. — Chevetogne, 1971.
- The Burning Bush: Addresses delivered at the Retreat house of Pleshey. — London: The Fellowship of St. Alban and St. Sergius, 1971. 61 p. (2-е издание — Templegate).
- L’an de grâce du Seigneur: Un commentaire de l’année liturgique byzantine. — Beyrouth: An-Nour, 1972. Т. 1. — 158 p.; Т. 2. — 208 p. (под псевдонимом «Монах Восточной Церкви») (2-е издание — Paris: Cerf, 1988. 358 p.) (Английский перевод — St. Vladimir Seminary Press).
- Notes sur la Liturgie. — Beyrouth: An-Nour, 1973.
- Ils regardent vers Lui. — Chevetogne, 1975.
- In Thy Presence. — London; Oxford: Mowbrays, 1977. 144 p. (2-е издание — St. Vladimir Seminary Press).
- Le Colombe et l’Agneau. — Chevetogne, 1979. 126 p.
- L’offrande liturgique. — Paris: Cerf, 1988. 112 p.
- Serve the Lord With Gladness. — Crestwood: SVS Press, 1990. 108 p.
- Unité en division les lettres de Lev Gillet, un moine de l'Église d’Orient, à Andrei Cheptytsky 1921—1929, éd. P. Galadza, Paris & Ottawa: Éd. Parole et silence 2009.